# 奧澤里亞內 (布恰奇市鎮)
49°5′4″N 25°17′17″E / 49.08444°N 25.28806°E
奧澤里亞內（羅馬化：Ozeriany）是位於烏克蘭西部特諾皮爾州喬爾特基夫區的村莊，距離韋爾布亞廷1公里，始建於1055年，面積2.75平方公里，2001年人口1,055。